# Países Baixos nos Jogos Olímpicos de Verão de 1988
Os Países Baixos participaram dos Jogos Olímpicos de Verão de 1988 em Seul, na Coreia do Sul. Conquistaram duas medalhas de ouro, duas de prata e cinco de bronze, somando nove no total. Ficou na vigésima segunda posição no geral.